# Hampton Hawes
Hampton Hawes (Los Angeles, 1928. november 13. – Los Angeles, 1977. május 22.) amerikai dzsesszzongorista.

## Pályakép
Szigorú vallási környezetben nevelkedett. Egyedül tanult meg zongorázni. Mire tinédzser lett, már profi volt. Elkéesztő tehetsége révén hamarosan olyan zenészekkel  került kapcsolatba, mint Charlie Parker, Hamp Charlie, Billie Holiday, Wardell Gray, Dexter Gordon, Art Pepper, Shorty Rogers.
Heroinfüggő volt, minek következtében 1958-ban egy Los Angeles-i szövetségi titkos művelet célpontjává vált. A  30. születésnapján tartóztattak le.

Agyvérzés következtében halt meg váratlanul 1977-ben, 48 éves korában.
A ragyogó technikájú és ritmikájú Hampton Hawes is a hard bop irányzat zászlóvivője volt. Ő is elkövette azt a hibát, hogy Kaliforniában zongorázott és nem vált a New York-i establishment kulcsfigurájává.

## Díjak
- New Star of the Year: Down Beat (1956)

## Lemezek
(válogatás)
- 1955: Piano East/West
- 1955: Hampton Hawes Trio Volume One en Volume Two met Red Mitchell en Chuck Thompson
- 1956: Everybody Likes Hampton Hawes met Red Mitchell en Chuck Thompson
- 1956: The All Night Sessions met Red Mitchell, Bruz Freeman en Jim Hall
- 1958: Four! met Barney Kessel, Shelly Manne en Red Mitchell
- 1958: For Real! met Harold Land
- 1958: The Sermon
- 1964: The Green Leaves Of Summer met Monk Montgomery en Steve Ellington
- 1965: Here And Now met Chuck Israels en Donald Bailey
- 1966: The Seance met Red Mitchell en Donald Bailey
- 1976: As Long As There's Music met Charlie Haden